# Telenomus reynoldsi
Telenomus reynoldsi är en stekelart som beskrevs av Gordh och William Chambers Coker 1973. Telenomus reynoldsi ingår i släktet Telenomus och familjen Scelionidae. Inga underarter finns listade i Catalogue of Life.